# Ghemon
Ghemon, pseudonimo di Giovanni Luca Picariello (Avellino, 1º aprile 1982), è un cantante, rapper e comico italiano.
È conosciuto anche come Ghemon Scienz e Gilmar. È membro dei collettivi Blue-Nox e Unlimited Struggle, due crew formate da artisti indipendenti.

## Biografia

### L'adolescenza e gli esordi
Il primo incontro con la cultura hip hop avvenne nel 1995, quando Ghemon si avvicinò al graffitismo, passione che poi abbandonerà nel 2001. Nel mondo dei graffiti si firmò dapprima Kal (la tag gli venne consigliata da Mobie, suo compagno nel collettivo "Kella Cessa 'e Soreta" (KCS), in seguito rinominata "Vandalos"), ma a causa della forte somiglianza tra la sua tag e quella del graffitista napoletano Kaf che era molto attivo in quel periodo, fu costretto a cambiare il suo nome in Esimo (abbreviato in Esi).
Picariello, grazie a suo cugino che l'anno precedente gli aveva consigliato l'ascolto dei Litfiba e di Ligabue, dei quali divenne un grande fan, nel 1993 conobbe l'hip hop appassionandosi a Tocca qui degli Articolo 31 e a Quando meno te l'aspetti (come una bomba) degli OTR. Il rapper irpino nel brano Giorno dopo giorno, contenuto nell'album Guerra fra poveri (2006) di Mr. Phil, ricorderà più tardi con la frase «i miei primi testi fake, copiavo J-Ax» il fatto che a quell'epoca si divertisse a "smontare" i testi degli Articolo 31, cambiando loro le parole. Il nome adottato per il campo musicale, Ghemon, è ispirato a quello del personaggio di Lupin III Goemon Ishikawa XIII.
Poco dopo scoprì Venerdì rappa (più tardi trasformato in One-Two One-Two), programma radiofonico creato e condotto da Albertino, nel quale si promuoveva l'hip hop italiano offrendo grande visibilità e popolarità a numerosi artisti, tra i quali Neffa, Esa, i Sottotono, La Pina, gli Articolo 31.
Nel 1996 entrò a far parte dei 15 barrato, gruppo fondato dal suo amico Mobie, che prendeva il nome da un autobus cittadino e i cui testi venivano composti in dialetto irpino; dopo molto poco Ghemon lo abbandonò per fondare nel 1997, con il suo amico Domenico (conosciuto come Domi o Domey Blanco), il progetto Sangamaro grazie a cui Picariello riprese a scrivere in italiano. I due si incontrarono dopo che Gianluca, in un negozio di dischi, lesse un annuncio di un certo Domenico che cercava qualcuno per formare un gruppo hip hop e, nonostante i genitori di Picariello ostacolassero il loro rapporto a causa della forte differenza di età tra lui e Domi, iniziarono così a lavorare insieme per pubblicare poi, nel 2000, il demo Bloodstains, che ricevette critiche positive da Aelle, a quel tempo la principale pubblicazione di settore, che lo definì come uno dei lavori più interessanti di quell'anno. Sempre nel 2000 Ghemon, in un momento di audacia dopo aver assistito con i ragazzi della sua scuola al Maurizio Costanzo Show, donò una copia di Bloodstains in musicassetta ai Matia Bazar.
Nel 1999 il rapper si fece tatuare sulla spalla destra una parola giapponese traducibile in "conoscere, essere"; da questo tatuaggio è poi venuta fuori l'idea di aggiungere «Scienz» al suo pseudonimo.

### Il progetto Soulville
Nel 2002 Picariello si trasferì a Roma, dove ottenne la laurea in giurisprudenza presso l'università Luiss Guido Carli. Acclimatarsi alla natura caotica dell'Urbe non è cosa facile per il rapper avellinese, il quale tratterà i temi riguardanti la vita da fuorisede e l'allontanamento dalla città natale nella traccia La politica del tempo (Johnny), contenuta nell'album La rivincita dei buoni (2007). Più tardi Ghemon, in un'intervista, definirà Roma come «dispersiva», essendo questa gigantesca, e spiegherà che il difficile adattamento fu incrementato dalla necessità di creare una comitiva da zero.
Il gruppo dei Sangamaro durò ancora qualche anno: vennero registrati quattro pezzi, di cui non è rimasta alcuna traccia, e non molto dopo il duo si separò.
Nel marzo 2005 Ghemon entrò a far parte di Soulville, un progetto musicale e discografico che musicalmente si legava al soul e che spesso trattava tematiche conscious hip hop, quindi più vicine allo stile di Common e dei Blackalicious che a quello gangsta rap di Tupac Shakur e 50 Cent. In questo periodo Picariello partecipò a diverse raccolte, e molti artisti, come Mr. Phil, si avvalsero delle capacità di Ghemon in numerose collaborazioni. Nel 2006 Soulville pubblicò in download gratuito l'EP d'esordio del rapper, intitolato Ufficio immaginazione, che riscosse numerosi consensi sia da parte della critica, sia da parte del pubblico che apprezzò i testi forbiti e originali, trattati sempre con uno stile chiaro e preciso, scaricando oltre 3 000 download (2 700 in meno di un anno). Dopo l'estate dello stesso anno Ghemon abbandonò il progetto Soulville per continuare autonomamente la sua carriera musicale.

### Qualcosa cambierà MixtapeeLa rivincita dei buoni
Nel marzo 2007 uscì il mixtape Qualcosa cambierà Mixtape, autoprodotto e autodistribuito, missato da DJ Fester Tarantino (appartenente ai Gente de Borgata). Il mixtape, che anticipa l'uscita de La rivincita dei buoni, vanta collaborazioni di rapper e produttori già affermati nella scena nazionale ed internazionale; inoltre, delle 20 tracce presenti nel disco soltanto 11 sono inedite.
Pochi mesi dopo la pubblicazione del mixtape, fu pubblicato il primo album in studio La rivincita dei buoni, distribuito da The Saifam Group. Il disco confermò il successo ottenuto con Qualcosa cambierà e sottolineò la differenza stilistica, già emersa nei lavori precedenti, che ha sempre contraddistinto Ghemon dagli altri rapper della scena hip hop italiana.
L'impatto dei due album è molto positivo: grazie a ciò Ghemon venne premiato, il 24 novembre 2007 a Faenza, dalla rivista italiana Basement Magazine come Hip Hop Brand New Artist 2007 alla decima edizione del Meeting delle etichette indipendenti.

### Cuore + pistola, altre attività
Il 5 maggio 2008 Ghemon annunciò l'intenzione di voler realizzare un concept EP in collaborazione con Macro Marco. Il progetto si sarebbe dovuto intitolare Cuore + pistola e si sarebbe discostato dai canoni classici dell'hip hop essendo composto da basi in cui non erano presenti suoni di batterie, bassi o sintetizzatori (infatti sarebbero stati utilizzati solo quelli già presenti sul campionamento), e quindi il rapper avrebbe rappato sui suoni del campione originale. Nonostante l'ascolto di una traccia (Splende in eterno) fosse già stato reso disponibile su Myspace, il 7 luglio 2008 Ghemon informò i propri fan, sempre per mezzo del suo blog, che l'EP sarebbe stato rimandato temporaneamente, promettendo che presto sarebbe arrivata per loro una grande sorpresa (molto probabilmente Ghemon alludeva al disco E poi, all'improvviso, impazzire, del 2009).
Nel 2008 Ghemon ha partecipato alla realizzazione del CD musicale allegato al libro Renegades of Funk di u.net. L'opera, la cui intestazione è un omaggio all'omonimo singolo di Afrika Bambaataa, ripercorre gli albori della cultura hip hop, sviluppatasi nelle strade del Bronx nella prima metà degli anni settanta. Ghemon ha realizzato, in collaborazione con Kiave, DJ Lugi e Macro Marco, la traccia Peace Unity & Having Fun, il cui titolo è un altro omaggio ad Afrika Bambaataa in quanto rappresenta – in parte, perché la frase completa è in realtà "Peace, unity, love, and having fun" – il ritornello del brano Unity (realizzato dal rapper statunitense a fianco di James Brown).

### Ghemon & The Love 4tet
Interrotta la realizzazione dell'EP Cuore + pistola, Ghemon si dedicò a un nuovo progetto in collaborazione con il disc jockey Tsura, che spesso lo accompagnava nei concerti, e il produttore Fid Mella, il quale aveva già lavorato con Ghemon producendo alcune delle basi presenti in Qualcosa cambierà Mixtape e La rivincita dei buoni. Il trio, che assunse il nome "Ghemon & The Love 4tet", sfornò 32 brani, di cui 23 furono inseriti nell'album E poi, all'improvviso, impazzire, l'unico del gruppo. Alcuni dei brani scartati sono stati successivamente resi pubblici più tardi, mentre altre restano inedite.
Nel settembre 2008, attraverso il proprio blog, Ghemon avviò un concorso fotografico (della durata di tre settimane) tramite il quale ogni partecipante avrebbe pubblicato un proprio scatto, nella speranza che il trio lo avrebbe scelto per utilizzarlo come copertina dell'album. Tuttavia le immagini proposte non soddisfacevano i Ghemon & The Love 4tet, e alla fine l'istantanea poi impiegata per la copertina fu gentilmente concessa dal fotografo Piero Marsili Libelli.
Atteso per gennaio e pubblicato il 18 febbraio 2009, E poi, all'improvviso, impazzire è un concept album contenente tematiche incentrate soprattutto sull'amore in senso lato, sulle relazioni interpersonali e sui rapporti col mondo femminile; rappresenta l'ennesima conferma del talento atipico di Ghemon, emerso ancora una volta dai suoi testi, emozionanti e mai banali, riguardanti esperienze e riflessioni del rapper. Sono considerate singolari anche le performance di Fid Mella e dei vari artisti che hanno collaborato nel disco, da DJ Tsura ai membri della Blue Nox – tra i quali spicca il canoro Hyst –, da Brenk e il suo campionatore ad Augusto Pallocca e il proprio sassofono. Il sito Rockit.it lo ha giudicato come «un album pressoché perfetto», in cui risaltano «produzioni ricercate e pulite, metriche ben costruite e testi che racchiudono l'essenza di una generazione».
Il titolo del disco allude ai molti brani prodotti in un breve lasso di tempo, e Ghemon ha spiegato in un'intervista che se non avesse usato la musica come terapia sarebbe, appunto, "impazzito".

### 2009–2011: Progetti e collaborazioni
Durante il 2009 Ghemon si trovò impegnato in vari concerti tenuti in giro per l'Italia. Nello stesso periodo venne fondato il collettivo Blue Nox (o Blue-Nox), di cui fanno parte, oltre che Ghemon, Kiave, DJ Impro, Hyst, Mecna, Negrè, Rafè e Macro Marco. L'organizzazione è attiva attraverso un blog, ufficialmente aperto l'8 giugno 2009 (sebbene alcuni post siano datati 7 giugno 2009), sul quale i membri pubblicano notizie relative alla musica (loro e non), al cinema, alla grafica e altro ancora. Sul sito è possibile consultare le date dei prossimi eventi live del collettivo o dei suoi singoli soci, e, in "Downloads", scaricare i vari EP e singoli dei componenti; ed è proprio in quest'ultima sezione che si possono reperire alcuni lavori di Ghemon. Tra questi, oltre al già citato Ufficio immaginazione, si trovano l'EP Embrionale e due tracce inedite firmate Ghemon & The Can't Fuck with This, queste ultime distribuite in via gratuita il 18 febbraio 2010 attraverso il sito ufficiale di Ghemon e su quello della Blue Nox. I due brani esulano dallo stile tipico della musica hip hop: sia G-H-E-M-O-N – definita come «una jam, una improvvisazione del genere "buona la prima"» – che Traccia #2, uno spoken word, sono pezzi completamente suonati, nei quali dunque non è stata utilizzata la tecnica del sampling; nel secondo brano Ghemon si avvale della collaborazione del trombettista Luca Aquino. Entrambi i brani sono stati prodotti da Fid Mella.
A gennaio 2010 pubblica il video di Goccia a goccia con Al Castellana, estratto da E poi, all'improvviso, impazzire. Nello stesso anno Ghemon svolge una nutrita attività dal vivo in giro per l'Italia e in contemporanea inizia la conduzione settimanale di un suo programma radiofonico, chiamato Radio Fantasma, sulla radio black di iTunes Supreme Radio.
Il 23 aprile 2010 è stato pubblicato l'EP Embrionale, un tributo al compositore statunitense Jon Brion. L'opera è stata definita «un'incredibile perizia stilistica nella ricerca dei suoni che sembra scomparire una volta che il testo si chiude nella sintassi della superficie»; essa, giudicata anomala, è costituita da sette brani, di cui i campioni sono piuttosto chiari, poiché privi di arrangiamenti, giri di basso e di loop di batteria in 4/4, tutti elementi caratteristici del genere hip hop. Embrionale, in seguito all'aggiunta di tre bonus track, è stato poi distribuito sotto forma di copia fisica in edizione limitata e numerata a 300 copie.

### Qualcosa è cambiato - Qualcosa cambierà Vol. 2

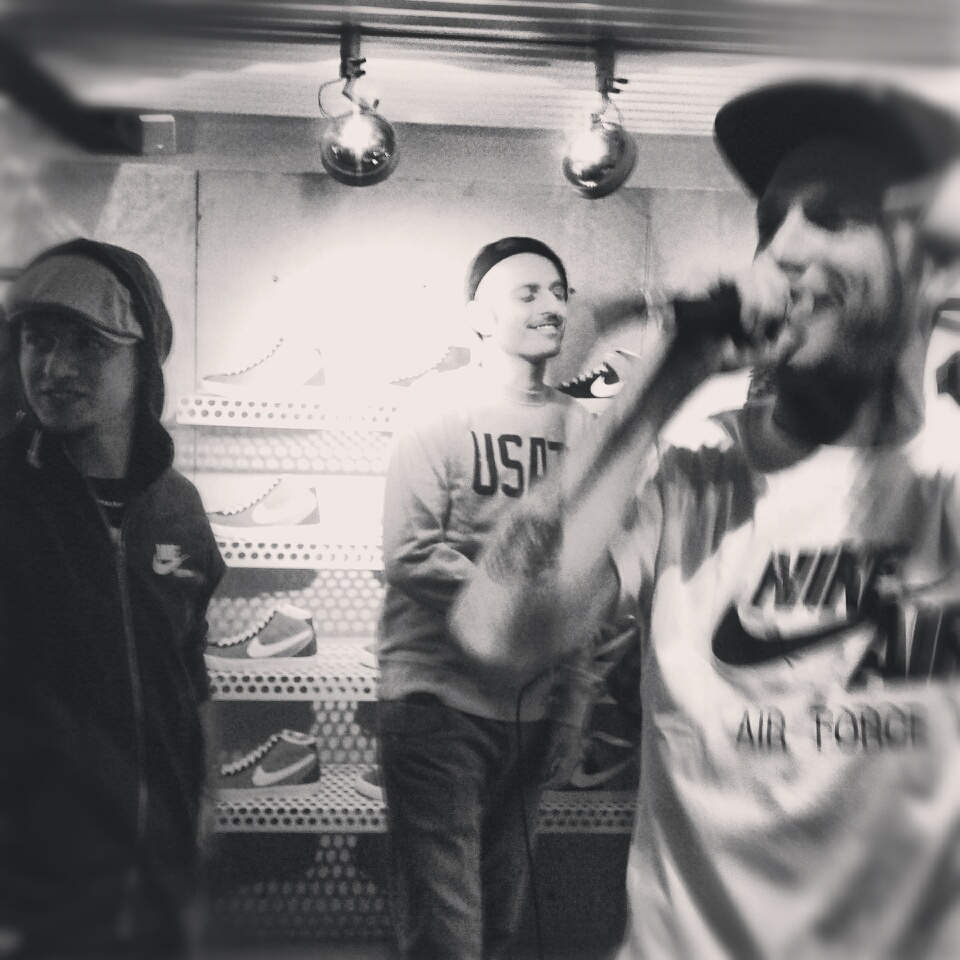
Kiave, Ghemon e Clementino.

Il 25 gennaio 2012 esce il terzo album Qualcosa è cambiato - Qualcosa cambierà Vol. 2, sequel del mixtape Qualcosa cambierà Mixtape (2007). In seguito all'uscita del mixtape, Ghemon ha annunciato l'album 440/Scritto nelle stelle, da lui definito l'ultimo disco ufficiale interamente rap: infatti ha deciso di ritirarsi dalla scena hip hop, dichiarando comunque di non voler abbandonare la musica perché ritenuta la principale forma di espressione dallo stesso Ghemon. La pubblicazione dell'album, tuttavia, sembra essere stata smentita dall'artista stesso (seppur in modo non ufficiale) in un tweet di risposta ad un fan in data 25 marzo 2013. Successivamente sul suo profilo Twitter ha rivelato che l'album «esce quando esce..».
Nel luglio 2012 duetta con Syria per la title track del film Come non detto, mentre ad ottobre dello stesso anno partecipa alla realizzazione dell'EP Per la mia gente - For My People insieme a Bassi Maestro e al beatmaker newyorkese Marco Polo. L'EP riscuote un enorme successo e porta Ghemon in un lungo tour per tutta la Penisola in una inedita formazione con Bassi Maestro al microfono e Marco Polo come DJ. Nello stesso mese Fabri Fibra decide di collaborare proprio con Ghemon nel brano Teoria e pratica RMX, che vede anche la partecipazione di Mecna; il brano ha anticipato l'uscita dell'EP di Fabri Fibra Casus belli EP.

### Orchidee
Nel giugno del 2013 Ghemon ha collaborato con Neffa a una versione alternativa di Dove sei, inserita come bonus track digitale dell'album di Neffa Molto calmo. Il 4 agosto dello stesso anno, il rapper ha annunciato attraverso il proprio profilo Twitter il titolo del suo terzo album da solista, Orchidee, mentre l'11 dicembre ha reso disponibile digitalmente la raccolta Aspetta un minuto, costituita da brani inediti ed altri registrati tra il 2006 e il 2012.
Nel mese di maggio 2014 Ghemon ha rivelato la data di pubblicazione di Orchidee, fissata al 27 maggio dello stesso anno. Contemporaneamente è stato annunciato il singolo apripista Adesso sono qui, promosso anche da un relativo videoclip.

### Mezzanottee Festival di Sanremo
Il 22 settembre 2017 Ghemon ha pubblicato il quarto album in studio, Mezzanotte, il cui tema principale è la depressione che ha colpito l'artista nel gennaio del 2016 e dalla quale è uscito nel maggio del 2019 grazie a una cura farmacologica.
L'8 marzo 2018 esce la prima autobiografia, Io sono. Diario anticonformista di tutte le volte che ho cambiato pelle.
Nel 2019 Ghemon ha preso parte al 69º Festival di Sanremo con il brano Rose viola, classificandosi dodicesimo.

### Scritto nelle stelleeE vissero feriti e contenti
A dicembre del 2019 Ghemon ha rivelato la data di uscita del suo quinto album in studio Scritto nelle stelle, dove l'amore è il tema predominante in molte canzoni. Annunciato per il 20 marzo 2020, il disco è stato pubblicato il successivo 24 aprile a causa della pandemia di COVID-19. Secondo quanto spiegato dall'artista, si tratta del disco «nel quale maggiormente son riuscito a creare una ricetta personale nella quale però è possibile riconoscere le spezie con il quale è stato composto». A partire da novembre 2020 fa da voce narrante per la seconda stagione del podcast Certified Classics, sostituendo Dargen D'Amico.
Nel 2021 ha preso parte al 71º Festival di Sanremo con il brano Momento perfetto, classificandosi ventunesimo nella serata finale. Il 19 marzo è stato pubblicato il sesto album E vissero feriti e contenti.

## Discografia

### Da solista
- 2007 – La rivincita dei buoni
- 2012 – Qualcosa è cambiato - Qualcosa cambierà Vol. 2
- 2014 – Orchidee
- 2017 – Mezzanotte
- 2020 – Scritto nelle stelle
- 2021 – E vissero feriti e contenti
- 2025 – Una cosetta così

### Con i Ghemon & The Love 4tet
- 2009 – E poi, all'improvviso, impazzire

## Riconoscimenti
- 2015 – MEI – Miglior artista hip hop indipendente[46]